# Bierdzan
Bierdzan, polnisch Bierdzany (1936–1945: Burkardsdorf) ist eine Ortschaft in Oberschlesien. Bierdzany liegt in der Gemeinde Turawa im Powiat Opolski in der polnischen Woiwodschaft Opole. Seit 2012 ist Bierdzan offiziell zweisprachig (Polnisch und Deutsch).

## Geographie

### Geographische Lage
Bierdzan liegt in der historischen Region Oberschlesien im Oppelner Land. Der Ort liegt zehn Kilometer nordöstlich vom Gemeindesitz Turawa und 23 Kilometer nordöstlich von der Kreisstadt und Woiwodschaftshauptstadt Oppeln.
Der Ort liegt in der Nizina Śląska (Schlesischen Tiefebene) innerhalb der Równina Opolska (Oppelner Ebene). Der Ort liegt am Bierdzaner Wasser (poln. Bierdzańska Woda). Durch den Ort verlaufen die Landesstraße Droga krajowa 45 sowie die Woiwodschaftsstraßen Droga wojewódzka 463 und Droga wojewódzka 494.

### Ortsteile
Ortsteile von Bierdzan sind Pociecha (dt. Birkenhof Vorwerk), Bierdzanska Kolonie (dt. Kolonie Bierdzan) und Chocimierz.

### Nachbarorte
Nachbarorte von Bierdzan sind im Norden Laskowitz (Laskowice), im Nordosten Sausenberg (Szumirad), im Südosten Ellguth Turawa (Ligota Turawska), im Südwesten Heinrichsfelde (Grabie) und Kobyllno (Kobylno) und im Nordwesten Podewils (Kały).

## Geschichte

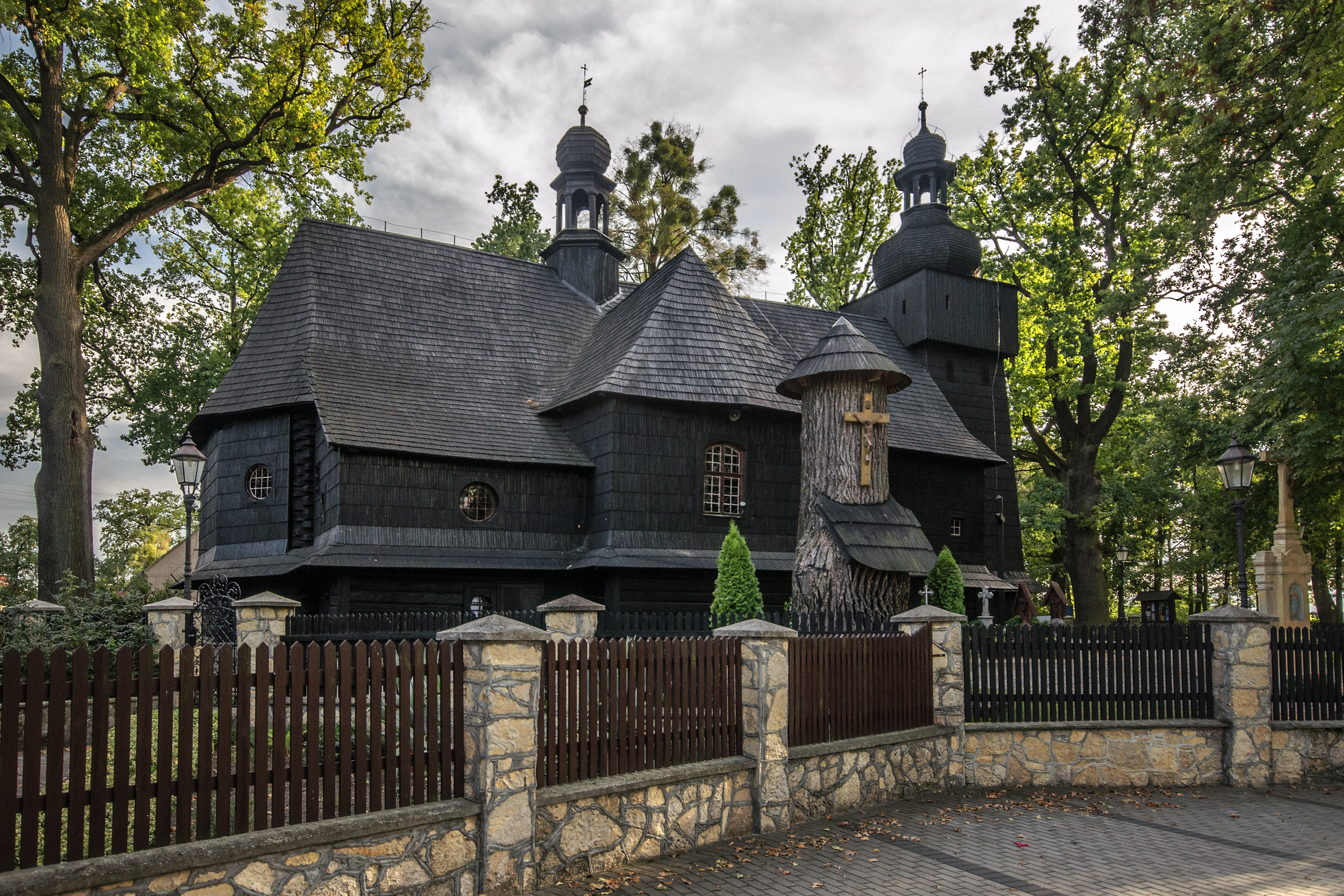
Schrotholzkirche zur heiligen Hedwig von Schlesien

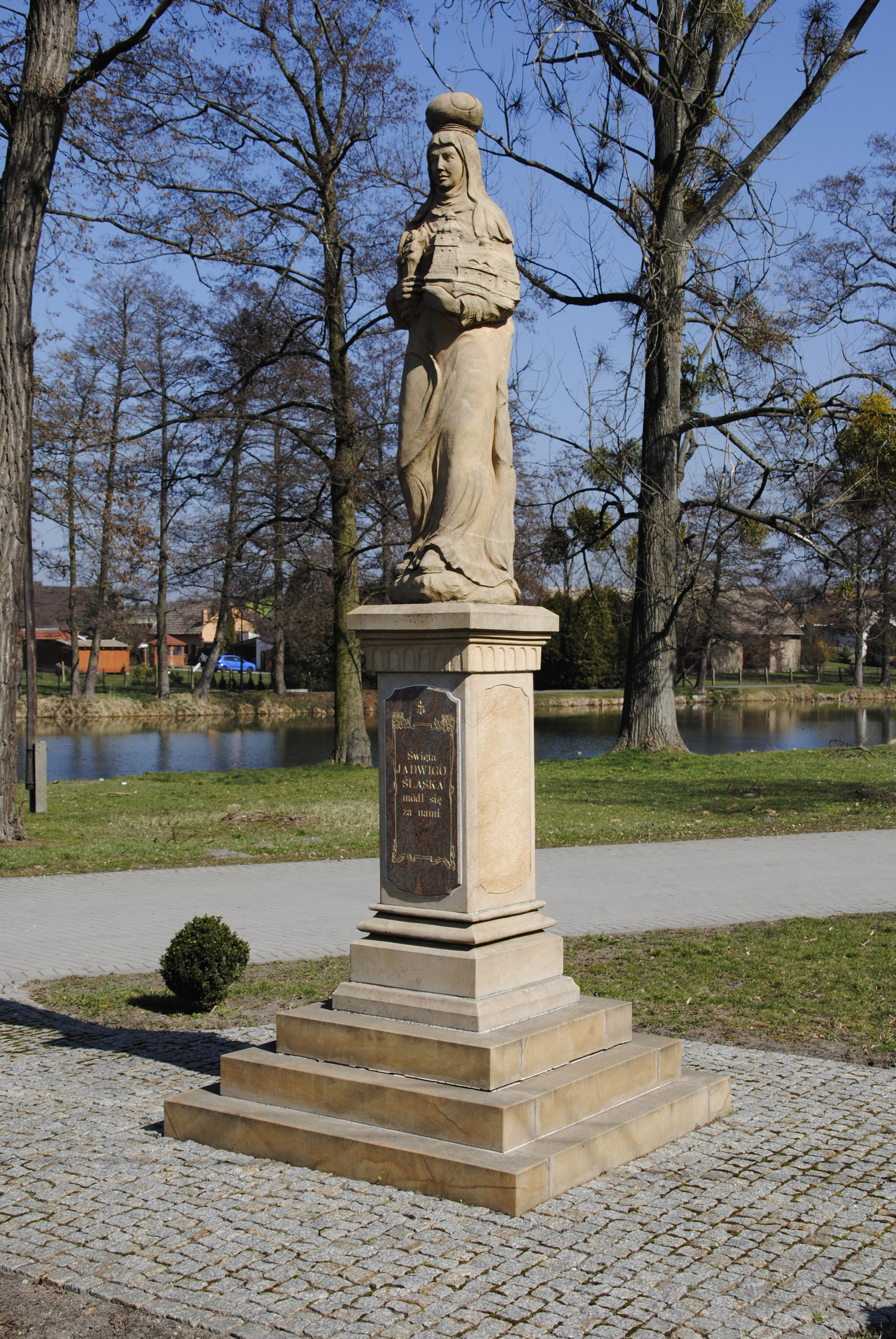
Statue der heiligen Hedwig von Schlesien

Bierdzan wurde 1279 zum ersten Mal erwähnt. Dabei wird der Ortsvorsteher Burkado de Birdzan genannt. 1410 wird der Ort als Birdzan erwähnt. Im gleichen Jahr wurde im Dorf eine hölzerne Kapelle errichtet.
1711 wurde die Schrotholzkirche zur heiligen Hedwig von Schlesien erbaut und ersetzte den hölzernen Bau aus dem 15. Jahrhundert. Nach dem Ersten Schlesischen Krieg 1742 fiel Bierdzan mit dem größten Teil Schlesiens an Preußen.
Nach der Neuorganisation der Provinz Schlesien gehörte die Landgemeinde Bierdzan ab 1816 zum Landkreis Oppeln im Regierungsbezirk Oppeln. Am 22. Juli 1841 wurde die Pfarrei Bierdzan gegründet. Zuvor gehörte das Dorf zur Pfarrei in Bodland. 1845 bestanden im Dorf eine katholische Kirche, eine katholische Schule, ein Vorwerk, eine Brennerei sowie 75 Häuser. Im gleichen Jahr lebten in Bierdzan 648 Menschen, davon zwei evangelisch und drei jüdisch. 1874 wurde der Amtsbezirk Bierdzan gegründet, welcher aus den Landgemeinden Bierdzan, Ellguth-Turawa, Kadlub-Turawa und Sackrau-Turawa und den Gutsbezirken Bierdzian, Ellguth-Turawa, Kadlub-Turawa und Sackrau-Turawa und der Colonie Sackrau-Turawa bestand. Erster Amtsvorsteher war der Majoratsherr Graf von Garnier in Turawa. 1885 hatte der Ort 832 Einwohner.
Bei der Volksabstimmung in Oberschlesien am 20. März 1921 stimmten 449 Wahlberechtigte für einen Verbleib bei Deutschland und 156 für Polen. Bierdzan verblieb beim Deutschen Reich. Um 1930 wurde der Amtsbezirk Bierdzan aufgelöst und dem Amtsbezirk Turawa zugeordnet. 1933 lebten im Ort 1.179 Einwohner. Am 19. Mai 1936 wurde der Ort in Burkardsdorf umbenannt. 1939 hatte der Ort 1.151 Einwohner. Bis 1945 befand sich der Ort im Landkreis Oppeln.
1945 kam der bisher deutsche Ort unter polnische Verwaltung und wurde in Bierdzany umbenannt und der Woiwodschaft Schlesien angeschlossen. 1950 kam der Ort zur Woiwodschaft Opole. 1999 kam der Ort zum Powiat Opolski. Am 8. März 2012 erhielt der Ort zusätzlich den amtlichen deutschen Ortsnamen Bierdzan.

## Sehenswürdigkeiten
Als offizielles Baudenkmal von der polnischen Denkmalbehörde anerkannt:
- Die römisch-katholische Schrotholzkirche zur heiligen Hedwig von Schlesien (poln. Kościół św. Jadwigi) wurde 1711 erbaut. Im Inneren befindet sich ein barocker Altar aus dem 18. Jahrhundert sowie ein Wandgemälde mit dem Bildnis des Todes, welches bei Renovierungsarbeiten wiederentdeckt wurde[9].

- ein früherer Gasthof Mitte des 19. Jahrhunderts in der ul. Opolska 15

Bemerkenswert sind außerdem:
- Gefallenendenkmal an der Kirche St. Hedwig
- Nepomukkapelle an der ul. Szkolna
- Statue der heiligen Hedwig von Schlesien an der ul. Szkolna
- Dorfteich (poln. Staw Bierdzany) an der ul. Stawowa
- Altes Feuerwehrhaus aus dem Jahr 1934 an der ul. Szkolna

## Vereine
- Deutscher Freundschaftskreis
- Freiwillige Feuerwehr OSP Bierdzany
- Fußballverein LKS Sokoły Bierdzany

## Söhne und Töchter des Ortes
- Joachim Prinz (1902–1988), Rabbiner